# پیمان ترک مخاصمه کره

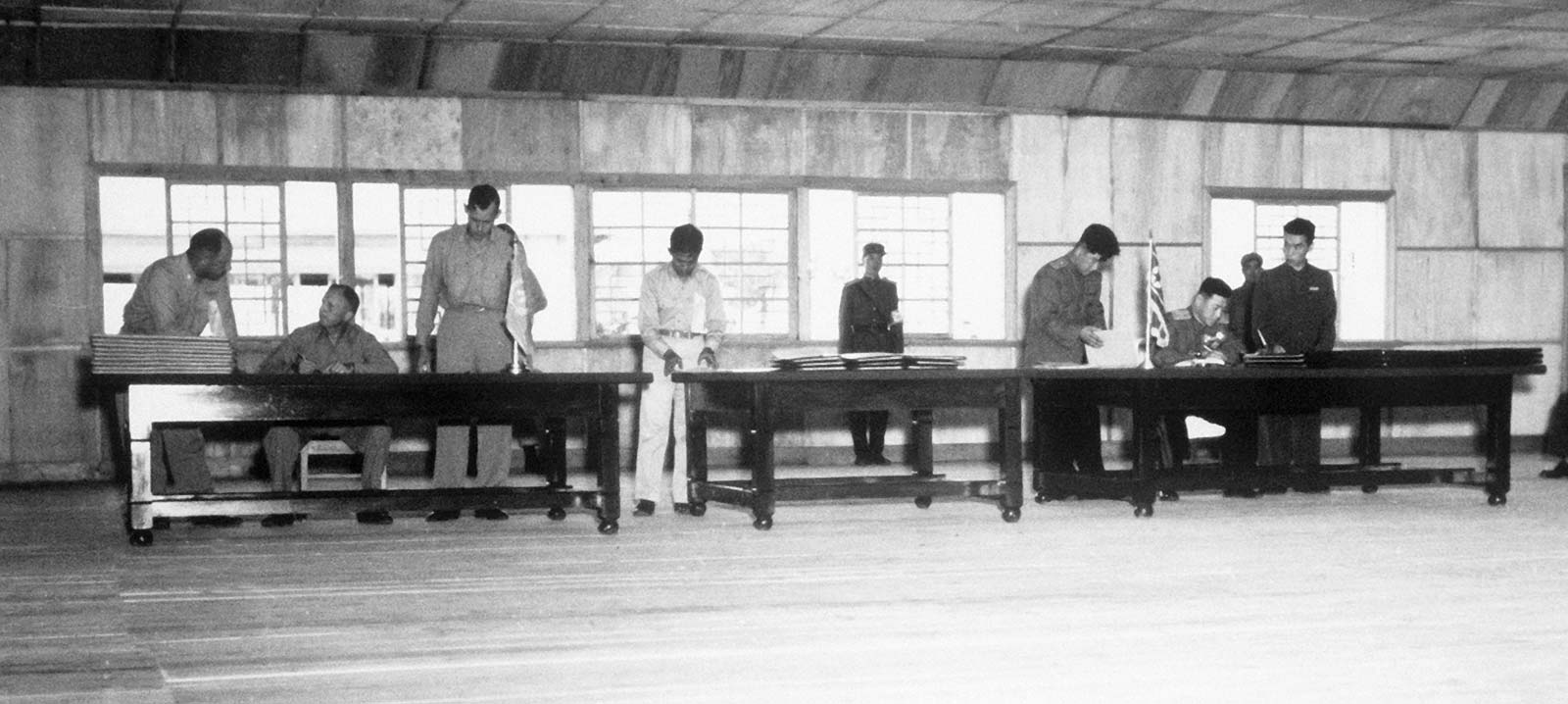
امضای پیمان توسط نمایندگان در P’anmunjŏm

پیمان ترک مخاصمه کره، ترک مخاصمه‌ای است که جنگ کره را پایان داد که توسط نیروی زمینی ایالات متحده آمریکا سپهبد William Harrison, Jr. نمایندهٔ فرماندهی سازمان ملل، کره شمالی و چین امضا شد.